# Sparreholms ekhagar

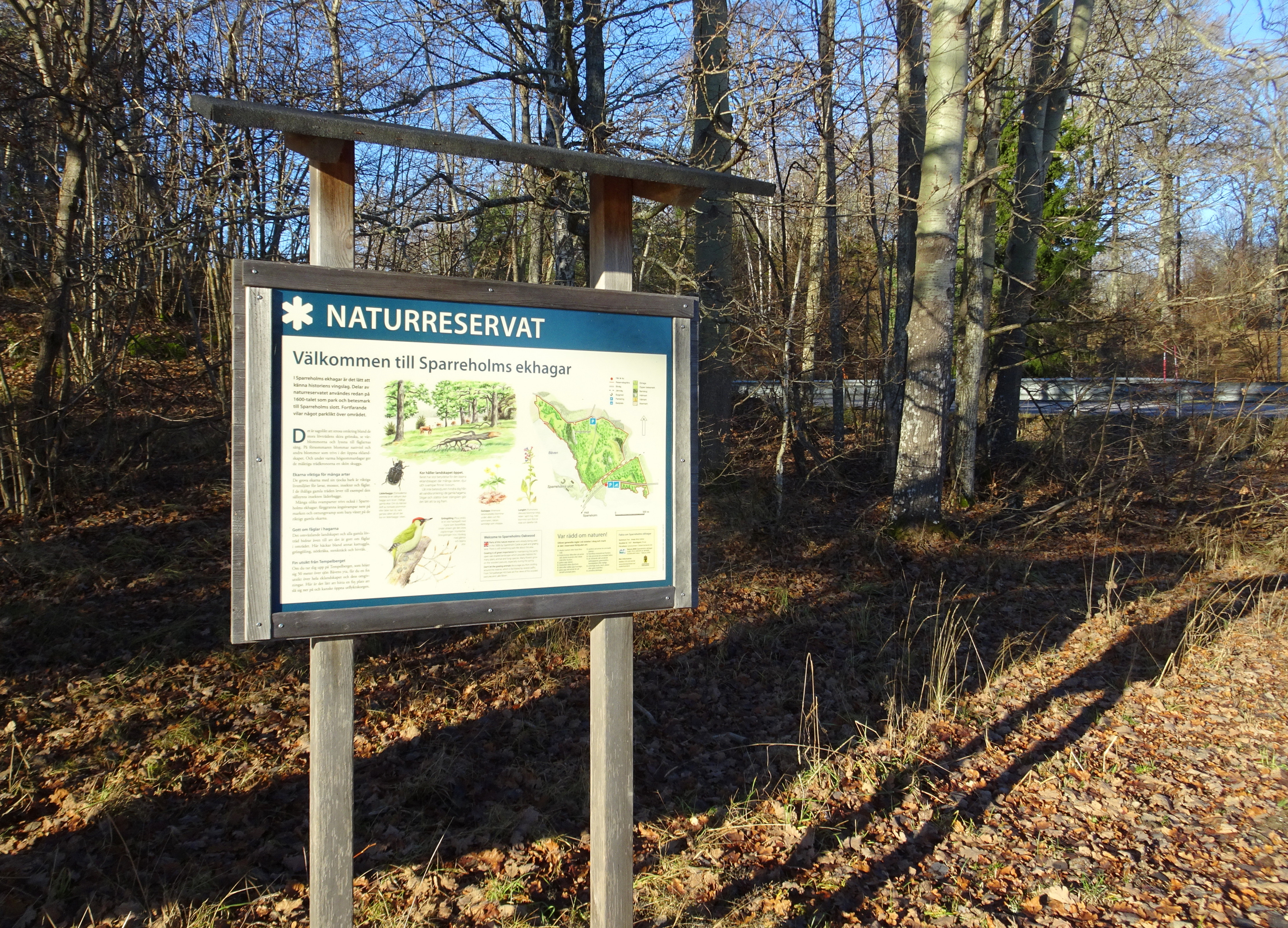
Informationsskylt vid Sparreholms ekhagars södra entré, november 2021.

Sparreholms ekhagar är ett Natura 2000-område och tidigare naturvårdsområde beläget vid sjön Båven nordost om tätorten Sparreholm i Flens kommun i Södermanlands län. Området omfattar knappt 88 hektar mark och avsattes som naturvårdsområde 1987. Ett naturreservat bildades 1994 och gränsjusterades 2010. Marken är privatägd. En bevarandeplan fastställdes 2016 av Länsstyrelsen i Södermanlands län.

## Beskrivning

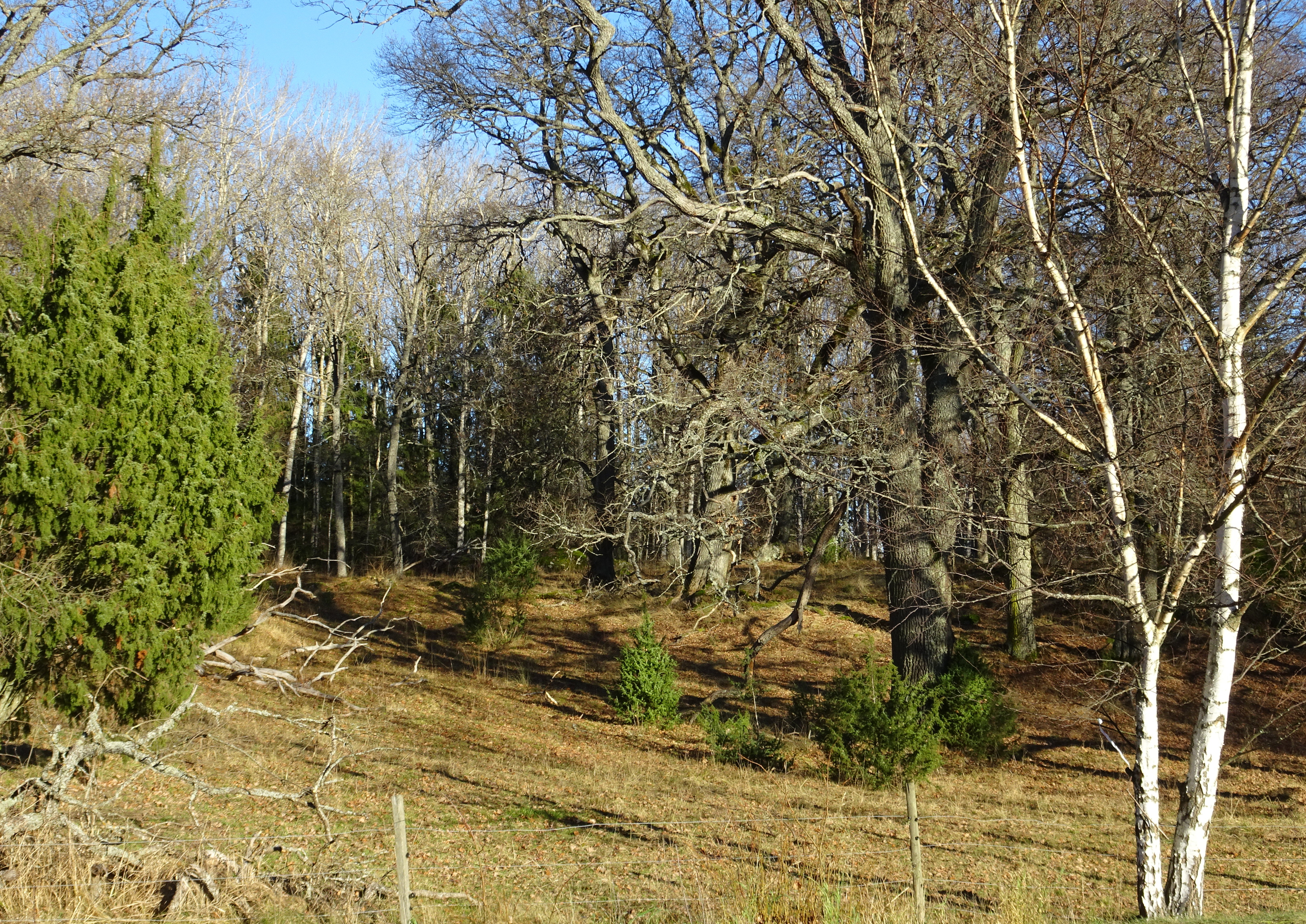
Sparreholms ekhagar november 2021.

Sparreholms ekhagar sträcker sig från Båvens norra strand norrut längs med Torparviken (en vik av Båven) öster om Sparreholms slott. I söder genomkorsas området av riksväg 57 och Västra stambanans spår. Det finns sankmark och några bergspartier varav Tempelberget med sina 69 meter över havet (50 meter över Båven) är det högsta och bjuder en fin utsikt över omgivningarna. Annars dominerar det ljusa och öppna eklandskap som gav området sitt namn. Förutom ek finns även lind, lönn, alm och ask. Anmärkningsvärt är det stora antalet grova ekar, ett femtontal ekar har en omkrets som överstiger sex meter (mätt i brösthöjd). Sparreholms ekhagar är ett av Sveriges största sammanhängande ekområden.
Delar av reservatet användes redan på 1600-talet som park och betesmark till Sparreholms slott. Än idag ger området ett parklikt intryck. Det omväxlande landskapet med sina gamla lövträd gör att det är gott om fåglar i området, bland dem kattuggla, skogsduva och olika slags hackspettar. På försommaren blommar nattviol och andra blommor i hagen. Landskapet hålls öppet genom betande kor under sommarhalvåret.

## Bevarandevärden
I Sparreholms ekhagar är det de trädklädda betesmarkerna med gamla grova ekar som är av prioriterat bevarandevärde. Dessutom förekommer i dessa miljöer också läderbaggen som finns med som prioriterad art i EU:s art- och habitatdirektiv. De mer öppna områdena som mestadels utgörs av välutvecklade silikatgräsmarker och fuktängar är också av högt bevarandevärde.